# San Francisco Legacy
Le San Francisco Legacy sono state una franchigia di pallacanestro della NWBL, con sede a San Francisco, in California, attive dal 2001 al 2006.
Nacquero a Kansas City, in Missouri, come Kansas City Legacy. Dopo due stagioni si trasferirono a Knoxville, rinominadosi Tennessee Fury. La stagione seguente si trasferirono a Dallas, in Texas, assumendo il nome di Dallas Fury. in Texas vinsero il campionato del 2004, battendo per 73-69 in finale le Colorado Chill. L'anno seguente persero la finale, ancora con le Colorado Chill. Nel 2006 si trasferirono a San Francisco, riprendendo il nome di Legacy. Scomparvero con il fallimento della lega.

## Stagioni
| Stagione | Lega | Denominazione        | V  | P  | %    | Piazzamento | Play-off    |
| -------- | ---- | -------------------- | -- | -- | ---- | ----------- | ----------- |
| 2001     | NWBL | Kansas City Legacy   | 6  | 3  | 66,7 | 2º          | Semifinale  |
| 2002     | NWBL | Kansas City Legacy   | 7  | 13 | 35,0 | 4º          | Primo turno |
| 2003     | NWBL | Tennessee Fury       | 9  | 12 | 42,9 | 4º          | Finale      |
| 2004     | NWBL | Dallas Fury          | 14 | 7  | 66,7 | 2º          | Campioni    |
| 2005     | NWBL | Dallas Fury          | 16 | 8  | 66,7 | 2º          | Finale      |
| 2006     | NWBL | San Francisco Legacy | 0  | 18 | 0,0  | 4º          | -           |

## Palmarès
- National Women's Basketball League: 1

2004